# Listă de indicative de aeronave
Aceasta este lista de indicative utilizate la înmatricularea aeronavelor.

## De la 1 la 9
| - 3B - Mauritius - 3D - Swaziland - 4K - Azerbaijan - 4R - Sri Lanka - 4X - Israel - 5A - Libia - 5B - Cipru - 5H - Tanzania - 5N - Nigeria - 5R - Madagascar - 5T - Mauritania - 5U - Niger - 5X - Uganda - 5Y - Kenya - 6V - Senegal - 6Y - Jamaica - 7O - Yemen | - 7Q - Malawi - 7T - Algeria - 8P - Barbados - 8Q - Maldive - 8R - Guyana - 9A - Croația - 9G - Ghana - 9H - Malta - 9J - Zambia - 9K - Kuwait - 9L - Sierra Leone - 9M - Malaysia - 9N - Nepal - 9Q - Zair - 9V - Singapore - 9Y - Trinidad și Tobago |

## De la A la H
| - A2 - Botswana - A40 - Oman - A5 - Bhutan - A6 - UAE - A7 - Qatar - AP - Pakistan - B - China / Taiwan - C - Canada - C2 - Nauru - C5 - Gambia - C6 - Bahamas - CC - Chile - CN - Maroc - CP - Bolivia - CR-M - Macau - CS - Portugalia - CU - Cuba - CX - Uruguay - D - Germania - D2 - Angola - D4 - Capul Verde - D6 - Comore - DM - fosta Germania de Est (RDG) | - DQ - Fiji - EC - Spania - EI - Irlanda - EL - Liberia - EP - Iran - ER - Republica Moldova - ES - Estonia - ET - Etiopia - EZ - Turkmenistan - F - Franța - F-M-O - Indiile Franceze de Vest - G - Regatul Unit - H4 - Insulele Solomon - HA - Ungaria - HB - Elveția - HC - Ecuador - HI - Republica Dominicană - HK - Columbia - HL - Coreea de Sud - HP - Panama - HR - Honduras - HS - Thailanda - HZ - Arabia Saudită |

## De la I la S
| - I - Italia - J2 - Djibouti - JA - Japonia - JY - Iordania - LN - Norvegia - LV - Argentina - LX - Luxembourg - LY - Lituania - LZ - Bulgaria - N - SUA - OB - Peru - OD - Liban | - OE - Austria - OH - Finlanda - OK - Republica Cehă - OM - Slovacia - OO - Belgia - OY - Danemarca - P2 - Papua Noua Guinee - P4 - Aruba - PH - Olanda - PJ - Antilele Olandeze - PK - Indonezia | - PP - Brazilia - PZ - Surinam - RA - Rusia - RP - Filipine - S2 - Bangladeș - S5 - Slovenia - S7 - Seychelles - S9 - Sao Tome și Principe - SE - Suedia - SP - Polonia - ST - Sudan - SU - Egipt - SX - Grecia |

## De la T la Z
| - T7 - San Marino (ICS AERO - Operator Privat) - TC - Turcia - TF - Islanda - TG - Guatemala - TI - Costa Rica - TJ - Camerun - TN - Congo - TR - Gabon - TS - Tunisia - TU - Coasta de Fildeș - UK - Uzbekistan - UR - Ucraina - V2 - Antigua - V5 - Namibia | - V7 - Insulele Marshall - V8 - Brunei - VH - Australia - VN - Vietnam - VP-F - Insulele Falkland - VR-B-Q - Bermuda - VR-C - Insulele Cayman - VR-H - Hong Kong - VT - India - XA - Mexic - YA - Afghanistan - YI - Irak | - YJ - Vanuatu - YK - Siria - YL - Letonia - YR - România - YS - El Salvador - YU - Serbia - YV - Venezuela - Z - Zimbabwe - Z3 - Macedonia - ZA - Albania - ZK - Noua Zeelandă - ZP - Paraguay - ZS - Africa de Sud |